# La casa fuerte
La casa fuerte fue un concurso de telerrealidad producido por Bulldog TV para su emisión en Telecinco. El programa se emitió entre el 11 de junio y el 21 de diciembre de 2020.

## Historia
El programa se estrenó en Telecinco el 11 de junio de 2020 y duró aproximadamente un mes y medio. Tras los buenos resultados de audiencia en noviembre de ese mismo año Telecinco decidió volver a apostar por el programa y esta edición se prolongó hasta diciembre.

## Mecánica
El formato consiste en encerrar a un grupo de famosos o conocidos del grupo Mediaset en una villa, donde concursan por parejas. Estas, a su vez, están divididas en dos grupos: el de residentes y el de asaltantes/acampados.
Por un lado, los dúos residentes viven en sus habitaciones y deben realizar una serie de pruebas y retos cada día con el objetivo de conseguir dinero e ir acumulándolo en la caja fuerte de su cuarto (1.000€ por cada juego diario). Además, los ganadores de la prueba de la gala del jueves se convierten en inmunes, por lo que no pueden ser asaltados. Cabe destacar que este equipo celebra una junta cada jueves para hacer balance y puntuar distintos parámetros de la convivencia, jugándose el asalto los que reciban menos puntos (durante las dos primeras semanas, eran inmunes los que recibían más puntos). En el caso de los domingos, son los perdedores de la prueba los que se enfrentan al asalto.
Por su parte, las parejas asaltantes/acampadas se encuentran en el jardín y su objetivo es quedarse con una habitación y su caja fuerte. A esto solo pueden optar los ganadores de la prueba específica, midiéndose con los residentes que hayan perdido la prueba de su grupo a través de un televoto que se resuelve en la siguiente gala. También, los asaltantes/acampados han de realizar las tareas domésticas tanto en el interior como en el exterior de la residencia.
En definitiva, la audiencia debe decidir cada gala si una pareja residente merece continuar dentro de la casa y mantener su caja fuerte o si la pareja asaltante/acampada debe hacerse con la habitación y el importe recaudado, de modo que los residentes pasarían a vivir en el jardín junto al resto de asaltantes/acampados y viceversa. Además, cada domingo desde la gala 6 de la primera edición, los residentes y asaltantes/acampados que se hayan jugado el último asalto no pueden medirse en el siguiente, por lo que quedan exentos hasta la gala posterior.
Ya en la recta final, después de resolver el penúltimo asalto, los residentes se enfrentan a un juego, convirtiéndose automáticamente la pareja ganadora en finalista. A su vez, los asaltantes/acampados también realizan una prueba y las dos parejas peor clasificadas son eliminadas, mientras que el dúo ganador opta a asaltar a uno residente, derivado este de la junta de residentes. Así, una vez resuelto el último intento de asalto de la edición, el cual se celebra el mismo día de la final, todas las parejas residentes son finalistas y los espectadores deben decidir entre ellos quiénes deben ganar la competición, aunque antes han de enfrentarse a una última junta en la que las dos parejas peor valoradas se miden en un televoto y después a una prueba para elegir a la primera pareja super-finalista, la cual suma 3.000 euros a su recaudación (las otras dos parejas tienen que hacer frente a un nuevo televoto). El premio de los ganadores depende del dinero conseguido a lo largo de las pruebas que han desarrollado durante las semanas de convivencia.

## Presentadores
| - En plató - En exteriores - Debates |

| Presentador          | Logo de Telecinco | Logo de Telecinco |
| Presentador          | Temporada         | Temporada         |
| Presentador          | 1                 | 2                 |
| Año                  | 2020              | 2020              |
| -------------------- | ----------------- | ----------------- |
| Jorge Javier Vázquez |                   |                   |
| Sonsoles Ónega       |                   |                   |
| Núria Marín          |                   |                   |
| Lara Álvarez         |                   |                   |
| Sandra Barneda       |                   |                   |

## La casa fuerte(2020)
- 11 de junio - 19 de julio (38 días)

Debido al adelantamiento de la emisión de la decimonovena edición de Supervivientes dos meses antes de lo habitual y a la cancelación de la Eurocopa 2020, que se habría celebrado entre junio y julio de dicho año, debido a la pandemia de enfermedad por coronavirus, Mediaset España decidió apostar por un nuevo reality durante la época veraniega, como ya hizo en 2013 con Campamento de verano, en 2014 con Ex, ¿qué harías por tus hijos? y en 2015 con Pasaporte a la isla. Esta vez, el grupo de comunicación confió la producción del formato a Bulldog TV y su conducción a Jorge Javier Vázquez para las galas de los jueves y Sonsoles Ónega para los programas de los domingos, mientras que Núria Marín dirigiría los juegos en directo desde la casa y se haría cargo del Última hora en el access prime time de Telecinco.

### Participantes
|                       |                 | Procedencia | Edad                           | Profesión / Conocido por…             | Relación             | Duración                | Información       |
| --------------------- | --------------- | ----------- | ------------------------------ | ------------------------------------- | -------------------- | ----------------------- | ----------------- |
|                       | Leticia Sabater | Barcelona   | 53 años                        | Presentadora de TV, actriz y cantante | Enemigas televisivas | 38 días                 | Ganadoras (66,8%) |
| Yola Berrocal         | Ciudad Real     | 49 años     | Bailarina, actriz y cantante   |                                       | Enemigas televisivas | 38 días                 | Ganadoras (66,8%) |
| Iván González         | Cádiz           | 28 años     | Tronista de MyHyV              | Interés amoroso                       | 38 días              | 2.os finalistas (33,2%) |                   |
| Oriana Marzoli        | Madrid          | 28 años     | Tronista de MyHyV              | Interés amoroso                       | 38 días              | 2.os finalistas (33,2%) |                   |
| Cristina Gilabert     | Las Palmas      | 27 años     | Pareja de Ferre                | Pareja                                | 38 días              | 3.os finalistas         |                   |
| Jaime Ferrera "Ferre" | Huelva          | 26 años     | Participante de Super Shore    | Pareja                                | 38 días              | 3.os finalistas         |                   |
| Christofer Guzmán     | Madrid          | 29 años     | Participante de LIDLT 1        | Pareja                                | 38 días              | 4.os expulsados         |                   |
| Fani Carbajo          | Madrid          | 35 años     | Participante de LIDLT 1        | Pareja                                | 38 días              | 4.os expulsados         |                   |
| Cristian Suescun      | Navarra         | 33 años     | Hermano de Sofía Suescun       | Madre e hijo                          | 38 días              | 3.os expulsados         |                   |
| Maite Galdeano        | Navarra         | 51 años     | Concursante de Gran Hermano 16 | Madre e hijo                          | 38 días              | 3.os expulsados         |                   |
| José Labrador         | Valencia        | 34 años     | Participante de Gandía Shore   | Examigo y novia de Rafa Mora          | 35 días              | 2.os expulsados         |                   |
| Macarena Millán       | Barcelona       | 27 años     | Pareja de Rafa Mora            | Examigo y novia de Rafa Mora          | 35 días              | 2.os expulsados         |                   |
| Juani Garzón          | Jaén            | 58 años     | Madre de María Jesús Ruiz      | Madre e hija                          | 35 días              | 1.as expulsadas         |                   |
| María Jesús Ruiz      | Jaén            | 37 años     | Modelo, Miss España 2004       | Madre e hija                          | 35 días              | 1.as expulsadas         |                   |

### Estadísticas semanales
|                     | Semana 1 | Semana 1   | Semana 1   | Semana 2   | Semana 2   | Semana 3   | Semana 3   | Semana 3   | Semana 4   | Semana 4   | Semana 5   | Semana 5   | Semana 6   | Semana 6    | Semana 6   | Semana 6   | Semana 6  | Semana 6  |
| Gala 1              | Gala 1   | Gala 2     | Gala 3     | Gala 4     | Gala 5     | Gala 5     | Gala 6     | Gala 7     | Gala 8     | Gala 9     | Gala 10    | Gala 11    | Gala 11    | Final       | Final      | Final      | Final     |           |
| ------------------- | -------- | ---------- | ---------- | ---------- | ---------- | ---------- | ---------- | ---------- | ---------- | ---------- | ---------- | ---------- | ---------- | ----------- | ---------- | ---------- | --------- | --------- |
| Leticia y Yola      | Entran   | Asaltantes | Asaltantes | Asaltantes | Ganan      | Residentes | Ganan      | Inmunes    | Ganan      | Inmunes    | Ganan      | Inmunes    | Residentes | Nominadas   | Residentes | Finalistas | Nominadas | Ganadoras |
| Iván y Oriana       | Entran   | Asaltantes | Pierden    | Asaltantes | Asaltantes | Asaltantes | Asaltantes | Ganan      | Inmunes    | Residentes | Inmunes    | Residentes | Residentes | Inmunes     | Nominados  | Finalistas | Salvados  | Segundos  |
| Cristina y Ferre    | Entran   | Residentes | Residentes | Inmunes    | Inmunes    | Inmunes    | Inmunes    | Pierden    | Asaltantes | Ganan      | Residentes | Residentes | Residentes | Residentes  | Residentes | Finalistas | Nominados | Terceros  |
| Christofer y Fani   | Entran   | Inmunes    | Inmunes    | Residentes | Residentes | Residentes | Residentes | Residentes | Residentes | Pierden    | Asaltantes | Ganan      | Residentes | Residentes  | Nominados  | Expulsados |           |           |
| Cristian y Maite    | Entran   | Residentes | Ganan      | Residentes | Pierden    | Asaltantes | Pierden    | Asaltantes | Asaltantes | Asaltantes | Asaltantes | Asaltantes | Ganan      | Nominados   | Expulsados |            |           |           |
| Labrador y Macarena | Entran   | Asaltantes | Asaltantes | Asaltantes | Asaltantes | Asaltantes | Asaltantes | Asaltantes | Pierden    | Asaltantes | Pierden    | Asaltantes | Pierden    | Expulsados* |            |            |           |           |
| Juani y M.ª Jesús   | Entran   | Inmunes    | Inmunes    | Inmunes    | Inmunes    | Residentes | Residentes | Residentes | Residentes | Residentes | Residentes | Pierden    | Pierden    | Expulsadas* |            |            |           |           |

(*) Expulsión debida a la pérdida de un juego.

### Cajas fuertes y poseedores
|          | Caja amarilla                  | Caja roja                     | Caja verde                         | Caja azul                         |
| 12.000 € | 21.000 €                       | 7.000 €                       | 12.000 €                           |                                   |
| -------- | ------------------------------ | ----------------------------- | ---------------------------------- | --------------------------------- |
| Semana 1 | Cristian y Maite               | Cristina y Ferre              | Juani y M.ª Jesús                  | Christofer y Fani                 |
| Semana 2 | Cristian y Maite               | Cristina y Ferre              | Juani y M.ª Jesús                  | Christofer y Fani                 |
| Semana 3 | Cristian y MaiteLeticia y Yola | Cristina y Ferre              | Juani y M.ª Jesús                  | Christofer y Fani                 |
| Semana 4 | Leticia y Yola                 | Cristina y FerreIván y Oriana | Juani y M.ª Jesús                  | Christofer y Fani                 |
| Semana 5 | Leticia y Yola                 | Iván y Oriana                 | Juani y M.ª Jesús                  | Christofer y FaniCristina y Ferre |
| Semana 6 | Leticia y Yola                 | Iván y Oriana                 | Juani y M.ª JesúsChristofer y Fani | Cristina y Ferre                  |

### Recepción de la audiencia
A excepción de la última semana, que se intercambiaron los papeles, las galas de los jueves las presentó Jorge Javier Vázquez y las dominicales Sonsoles Ónega.
| Fecha      | Características del programa | Espect.   | Cuota |
| ---------- | --- | --------- | ----- |
| 11/06/2020 | Gala 1 / Presentación | 2 129 000 | 22,1% |
| 14/06/2020 | Gala 2 / Nominación de Cristian y Maite e Iván y Oriana                                                                                 | 2 014 000 | 16,6% |
| 18/06/2020 | Gala 3 / Asalto de Cristian y Maite | 2 084 000 | 21,6% |
| 21/06/2020 | Gala 4 / Nominación de Cristian y Maite y Leticia y Yola                                                                                | 1 732 000 | 15,3% |
| 25/06/2020 | Gala 5 / Asalto de Leticia y Yola / Nominación de Leticia y Yola y Cristian y Maite                                                     | 2 364 000 | 24,0% |
| 28/06/2020 | Gala 6 / Asalto de Leticia y Yola / Nominación de Cristina y Ferre e Iván y Oriana                                                      | 1 747 000 | 16,0% |
| 02/07/2020 | Gala 7 / Asalto de Iván y Oriana / Nominación de Leticia y Yola y Labrador y Macarena                                                   | 1 814 000 | 19,8% |
| 05/07/2020 | Gala 8 / Asalto de Leticia y Yola / Nominación de Christofer y Fani y Cristina y Ferre                                                  | 1 599 000 | 15,6% |
| 09/07/2020 | Gala 9 / Asalto de Cristina y Ferre / Nominación de Leticia y Yola y Labrador y Macarena                                                | 1 933 000 | 21,1% |
| 12/07/2020 | Gala 10 / Asalto de Leticia y Yola / Nominación de Juani y Mª Jesús y Christofer y Fani                                                 | 1 615 000 | 16,6% |
| 16/07/2020 | Gala 11 / Asalto de Christofer y Fani; expulsión de Juani, Mª Jesús, Labrador y Macarena; nominación de Cristian, Maite, Leticia y Yola | 1 917 000 | 20,8% |
| 19/07/2020 | Final / Asalto Leticia y Yola / Expulsión Cristian y Maite, Christofer y Fani, Cristina y Ferre / Ganadoras Leticia y Yola              | 1 912 000 | 19,1% |
| 23/07/2020 | Debate final con todos los concursantes de la edición                                                                                   | 1 355 000 | 16,1% |

## La casa fuerte(2020)
- 5 de noviembre - 21 de diciembre (46 días)

Tras los notables resultados cosechados en su primera edición, Mediaset España decidió renovar el programa por una segunda edición que serviría de relevo a la también segunda edición de La isla de las tentaciones. Tras conocerse la noticia se confirmó, además, que la cadena principal del grupo audiovisual comenzó el proceso de selección de concursantes durante el mes de septiembre, esperando así un estreno inminente en los próximos meses.
Por su parte, la mecánica seguiría siendo la misma, según se supo, adaptándose, no obstante, a unas condiciones térmicas mucho más duras que en su primera edición, realizada durante el verano de 2020. Esta vez, los concursantes se dividirían en "residentes", viviendo en habitaciones dentro de la finca, y en "acampados", que lucharían por conseguir su hueco dentro de la casa. Así pues, tanto la convivencia como las galas y pruebas (las cuales se harían dentro de un pabellón cerrado) cambiarían de localización para garantizar el bienestar de los concursantes. Así mismo, el 16 de octubre se confirmó que Lara Álvarez sustituiría a Núria Marín en las labores de presentación desde la finca y el "Última hora", que Jorge Javier Vázquez se encargaría de conducir las dos galas semanales en Telecinco, abandonando Sonsoles Ónega el formato, y que Sandra Barneda se pondría al frente de los debates, inexistentes en la primera edición, bajo el nombre de La casa fuerte: código secreto, emitidos en el access de Telecinco para pasar al prime time de Cuatro.

### Participantes
|                    |             | Procedencia | Edad                                    | Profesión / Conocido por ser… | Concursa con…     | Concursa con… | Duración                | Información |
| Pareja             | Relación    | Procedencia | Edad                                    | Profesión / Conocido por ser… |                   |               | Duración                | Información |
| ------------------ | ----------- | ----------- | --------------------------------------- | ----------------------------- | ----------------- | ------------- | ----------------------- | ----------- |
| Mahi Masegosa      | Granada     | 30 años     | Concursante de Maestros de la costura 1 | Rafa                          | Pareja            | 46 días       | Ganadores (75,5%)       |             |
| Rafa Moya          | Córdoba     | 29 años     | Pareja de Mahi Masegosa                 | Mahi                          | Pareja            | 46 días       | Ganadores (75,5%)       |             |
| Antonio Pavón      | Málaga      | 38 años     | Torero                                  | Samira                        | Ninguna           | 46 días       | 2.os finalistas (24,5%) |             |
| Samira Jalil       | Madrid      | 29 años     | Tronista de MyHyV                       | Antonio                       | Ninguna           | 46 días       | 2.os finalistas (24,5%) |             |
| Aurah Ruiz         | Las Palmas  | 31 años     | Tronista de MyHyV                       | Tony                          | Ninguna           | 22 días       | 3.os finalistas         |             |
| Tony Spina         | Gerona      | 31 años     | Tronista de MyHyV                       | Sonia / Aurah                 | Ninguna           | 29 días       | 3.os finalistas         |             |
| Albert Álvarez     | Soria       | 31 años     | Tronista de MyHyV                       | Mari Cielo / Marta            | Ninguna           | 46 días       | 4.os finalistas         |             |
| Marta Peñate       | Las Palmas  | 29 años     | Concursante de Gran Hermano 16          | Albert                        | Ninguna           | 36 días       | 4.os finalistas         |             |
| Sandra Pica        | Barcelona   | 22 años     | Participante de LIDLT 2                 | Tom                           | Pareja            | 45 días       | 7.os expulsados         |             |
| Tom Brusse         | Marrakech   | 28 años     | Participante de LIDLT 2                 | Sandra                        | Pareja            | 45 días       | 7.os expulsados         |             |
| Asraf Beno         | Ceuta       | 24 años     | Modelo, Míster Universo Mundial 2018    | Isa                           | Prometidos        | 42 días       | 6.os expulsados         |             |
| Isa Pantoja        | Cádiz       | 24 años     | Hija de Isabel Pantoja                  | Asraf                         | Prometidos        | 42 días       | 6.os expulsados         |             |
| Efrén Reyero       | Málaga      | 37 años     | Tronista de MyHyV                       | Rebeca                        | Ninguna           | 7 días        | 5.os expulsados         |             |
| Rebeca Pous        | Barcelona   | 46 años     | Cantante                                | Cristini / Efrén              | Ninguna           | 38 días       | 5.os expulsados         |             |
| Cristini Couto     | Madrid      | 36 años     | Tronista de MyHyV                       | Rebeca                        | Ninguna           | 31 días       | 4.ª expulsada           |             |
| Sonia Monroy       | Barcelona   | 49 años     | Bailarina, actriz y cantante            | Juan Diego / Tony             | Casados / Ninguna | 24 días       | 3.ª expulsada           |             |
| Juan Diego López   | Los Ángeles | 25 años     | Marido de Sonia Monroy                  | Sonia                         | Casados           | 17 días       | 2.º expulsado           |             |
| Mari Cielo Pajares | Madrid      | 44 años     | Hija de Andrés Pajares                  | Albert                        | Ninguna           | 10 días       | 1.ª expulsada           |             |

### Estadísticas semanales
|        |            | Semana 1 | Semana 1   | Semana 1   | Semana 2   | Semana 2 | Semana 2   | Semana 3   | Semana 3  | Semana 3   | Semana 4   | Semana 4  | Semana 4   | Semana 5   | Semana 5  | Semana 5   | Semana 6   | Semana 6  | Semana 6   | Semana 7   | Semana 7  | Semana 7   | Semana 7   | Semana 8   | Semana 8  | Semana 8  |
| Gala 1 | Gala 1     | Gala 2   | Gala 3     | Gala 3     | Gala 4     | Gala 5   | Gala 5     | Gala 6     | Gala 7    | Gala 7     | Gala 8     | Gala 9    | Gala 9     | Gala 10    | Gala 11   | Gala 11    | Gala 12    | Gala 13   | Gala 13    | Gala 13    | Gala 14   | Final      | Final      | Final      |           |           |
| ------ | ---------- | -------- | ---------- | ---------- | ---------- | -------- | ---------- | ---------- | --------- | ---------- | ---------- | --------- | ---------- | ---------- | --------- | ---------- | ---------- | --------- | ---------- | ---------- | --------- | ---------- | ---------- | ---------- | --------- | --------- |
|        | Mahi       | Entra    | Residentes | Residentes | Residentes | Exentos  | Inmunes    | Residentes | Exentos   | Inmunes    | Residentes | Exentos   | Inmunes    | Residentes | Exentos   | Inmunes    | Residentes | Exentos   | Residentes | Residentes | Exentos   | Nominados  | Residentes | Finalistas | Nominados | Ganadores |
|        | Rafa       | Entra    | Residentes | Residentes | Residentes | Exentos  | Inmunes    | Residentes | Exentos   | Inmunes    | Residentes | Exentos   | Inmunes    | Residentes | Exentos   | Inmunes    | Residentes | Exentos   | Residentes | Residentes | Exentos   | Nominados  | Residentes | Finalistas | Nominados | Ganadores |
|        | Antonio    | Entra    | Residentes | Residentes | Residentes | Exentos  | Residentes | Ganan      | Exentos   | Ganan      | Ganan      | Exentos   | Residentes | Residentes | Exentos   | Pierden    | Ganan      | Exentos   | Residentes | Residentes | Exentos   | Residentes | Nominados  | Finalistas | Salvados  | Segundos  |
|        | Samira     | Entra    | Residentes | Residentes | Residentes | Exentos  | Residentes | Ganan      | Exentos   | Ganan      | Ganan      | Exentos   | Residentes | Residentes | Exentos   | Pierden    | Ganan      | Exentos   | Residentes | Residentes | Exentos   | Residentes | Nominados  | Finalistas | Salvados  | Segundos  |
|        | Aurah      |          |            |            |            |          |            |            |           |            |            |           | Entra      | Ganan      | Exentos   | Residentes | Residentes | Exentos   | Residentes | Residentes | Exentos   | Residentes | Residentes | Finalistas | Nominados | Terceros  |
|        | Tony       |          |            |            |            |          |            |            |           | Entra      | Acampado   | Nominado  | Acampado   | Ganan      | Exentos   | Residentes | Residentes | Exentos   | Residentes | Residentes | Exentos   | Residentes | Residentes | Finalistas | Nominados | Terceros  |
|        | Albert     | Entra    | Acampado   | Acampado   | Pierde     | Nominado | Acampado   | Pierden    | Salvados  | Pierden    | Pierden    | Salvados  | Acampados  | Acampados  | Nominados | Ganan      | Residentes | Exentos   | Ganan      | Ganan      | Exentos   | Residentes | Nominados  | Expulsados |           |           |
|        | Marta      |          |            |            |            |          | Entra      | Pierden    | Salvados  | Pierden    | Pierden    | Salvados  | Acampados  | Acampados  | Nominados | Ganan      | Residentes | Exentos   | Ganan      | Ganan      | Exentos   | Residentes | Nominados  | Expulsados |           |           |
|        | Sandra     | Entra    | Residentes | Residentes | Ganan      | Exentos  | Pierden    | Acampados  | Salvados  | Acampados  | Acampados  | Nominados | Ganan      | Residentes | Exentos   | Inmunes    | Pierden    | Nominados | Acampados  | Acampados  | Nominados | Nominados  | Expulsados |            |           |           |
|        | Tom        | Entra    | Residentes | Residentes | Ganan      | Exentos  | Pierden    | Acampados  | Salvados  | Acampados  | Acampados  | Nominados | Ganan      | Residentes | Exentos   | Inmunes    | Pierden    | Nominados | Acampados  | Acampados  | Nominados | Nominados  | Expulsados |            |           |           |
|        | Asraf      | Entra    | Residentes | Ganan      | Residentes | Exentos  | Residentes | Residentes | Exentos   | Residentes | Residentes | Exentos   | Pierden    | Acampados  | Salvados  | Acampados  | Acampados  | Nominados | Pierden    | Pierden    | Nominados | Expulsados |            |            |           |           |
|        | Isa        | Entra    | Residentes | Ganan      | Residentes | Exentos  | Residentes | Residentes | Exentos   | Residentes | Residentes | Exentos   | Pierden    | Acampados  | Salvados  | Acampados  | Acampados  | Nominados | Pierden    | Pierden    | Nominados | Expulsados |            |            |           |           |
|        | Efrén      |          |            |            |            |          |            |            |           |            |            |           |            |            |           | Entra      | Acampados  | Nominados | Expulsados |            |           |            |            |            |           |           |
|        | Rebeca     | Entra    | Acampadas  | Acampadas  | Acampadas  | Salvadas | Ganan      | Inmunes    | Exentas   | Residentes | Residentes | Exentas   | Residentes | Pierden    | Nominadas | Acampada   | Acampados  | Nominados | Expulsados |            |           |            |            |            |           |           |
|        | Cristini   | Entra    | Acampadas  | Acampadas  | Acampadas  | Salvadas | Ganan      | Inmunes    | Exentas   | Residentes | Residentes | Exentas   | Residentes | Pierden    | Nominadas | Expulsada  |            |           |            |            |           |            |            |            |           |           |
|        | Sonia      | Entra    | Acampados  | Pierden    | Acampados  | Salvados | Acampados  | Acampados  | Nominados | Acampada   | Acampada   | Nominada  | Expulsada  |            |           |            |            |           |            |            |           |            |            |            |           |           |
|        | JD         | Entra    | Acampados  | Pierden    | Acampados  | Salvados | Acampados  | Acampados  | Nominados | Expulsado  |            |           |            |            |           |            |            |           |            |            |           |            |            |            |           |           |
|        | Mari Cielo | Entra    | Acampada   | Acampada   | Pierde     | Nominada | Expulsada  |            |           |            |            |           |            |            |           |            |            |           |            |            |           |            |            |            |           |           |

### Cajas fuertes y poseedores
|          | Caja roja        | Caja azul                     | Caja verde  | Caja rosa                    |
| 9.500 €  | 19.500 €         | 18.500 €                      | 13.500 €    |                              |
| -------- | ---------------- | ----------------------------- | ----------- | ---------------------------- |
| Semana 1 | Antonio y Samira | Sandra y Tom                  | Mahi y Rafa | Asraf e Isa                  |
| Semana 2 | Antonio y Samira | Sandra y Tom                  | Mahi y Rafa | Asraf e Isa                  |
| Semana 3 | Antonio y Samira | Cristini y Rebeca             | Mahi y Rafa | Asraf e Isa                  |
| Semana 4 | Antonio y Samira | Cristini y Rebeca             | Mahi y Rafa | Asraf e Isa                  |
| Semana 5 | Antonio y Samira | Cristini y RebecaAurah y Tony | Mahi y Rafa | Sandra y Tom                 |
| Semana 6 | Albert y Marta   | Aurah y Tony                  | Mahi y Rafa | Sandra y TomAntonio y Samira |
| Semana 7 | Albert y Marta   | Aurah y Tony                  | Mahi y Rafa | Antonio y Samira             |

### Recepción de la audiencia
| Fecha      | Día     | Características del programa                                                                              | Espectadores | Cuota |
| ---------- | ------- | --- | ------------ | ----- |
| 05/11/2020 | Jueves  | Gala 1 / Presentación                                                                                     | 1 584 000    | 17,8% |
| 08/11/2020 | Domingo | Gala 2 / Asalto de Isa y Asraf                                                                            | 1 650 000    | 14,0% |
| 12/11/2020 | Jueves  | Gala 3 / Asalto de Tom y Sandra / Nominación de Albert y Mari Cielo                                       | 1 546 000    | 19,5% |
| 15/11/2020 | Domingo | Gala 4 / Expulsión de Mari Cielo / Entrada de Marta / Asalto de Cristini y Rebeca                         | 1 887 000    | 17,6% |
| 19/11/2020 | Jueves  | Gala 5 / Asalto de Antonio y Samira / Nominación de Sonia y JD                                            | 1 321 000    | 16,7% |
| 22/11/2020 | Domingo | Gala 6 / Expulsión de JD / Entrada de Tony / Asalto de Antonio y Samira                                   | 1 675 000    | 15,5% |
| 26/11/2020 | Jueves  | Gala 7 / Asalto de Antonio y Samira / Nominación de Sandra y Tom y Sonia y Tony                           | 1 596 000    | 19,7% |
| 29/11/2020 | Domingo | Gala 8 / Expulsión de Sonia / Entrada de Aurah                                                            | 1 947 000    | 16,3% |
| 03/12/2020 | Jueves  | Gala 9 / Asalto de Aurah y Tony / Nominación de Rebeca y Cristini y Albert y Marta                        | 1 923 000    | 21,7% |
| 06/12/2020 | Domingo | Gala 10 / Expulsión de Cristini / Entrada de Efrén / Asalto de Albert y Marta                             | 1 826 000    | 14,5% |
| 10/12/2020 | Jueves  | Gala 11 / Asalto de Antonio y Samira / Nominación de Asraf e Isa, Efrén y Rebeca y Sandra y Tom           | 1 572 000    | 17,2% |
| 13/12/2020 | Domingo | Gala 12 / Expulsión de Efrén y Rebeca / Asalto de Albert y Marta                                          | 1 684 000    | 15,1% |
| 17/12/2020 | Jueves  | Gala 13 / Expulsión de Asraf e Isa / Nominación de Mahi y Rafa y Sandra y Tom                             | 1 671 000    | 18,1% |
| 20/12/2020 | Domingo | Gala 14 / Semifinal / Expulsión de Sandra y Tom / Nominación de Albert y Marta y Antonio y Samira         | 1 809 000    | 15,6% |
| 21/12/2020 | Lunes   | Gala 15 / Final / 4.os Albert y Marta / 3.os Aurah y Tony / 2.os Antonio y Samira / Ganadores Mahi y Rafa | 1 801 000    | 18,8% |
| 27/12/2020 | Domingo | Debate final con todos los concursantes de la edición                                                     | 1 355 000    | 11,6% |

## Palmarés
| Edición              | Fecha | Presentador                         | Canal de emisión | Ganadores                     | Subcampeones                 | Tercer lugar            |
| [ 1 ] La casa fuerte | 2020  | Jorge Javier Vázquez Sonsoles Ónega | Telecinco        | Leticia Sabater Yola Berrocal | Iván González Oriana Marzoli | Cristina Gilabert Ferre |
| La casa fuerte       | 2020  | Jorge Javier Vázquez                | Telecinco        | Mahi Masegosa Rafa Moya       | Antonio Pavón Samira Jalil   | Aurah Ruiz Tony Spina   |
| -------------------- | ----- | ----------------------------------- | ---------------- | ----------------------------- | ---------------------------- | ----------------------- |

## Audiencia media
| Edición        | Programas | Fecha de emisión | Duración | Cadena    | Espectadores | Cuota |
| -------------- | --------- | ---------------- | -------- | --------- | ------------ | ----- |
| La casa fuerte | 12        | 2020             | 38 días  | Telecinco | 1 745 000    | 69,0% |
| La casa fuerte | 15        | 2020             | 46 días  | Telecinco | 1 700 000    | 47,2% |